# Kongregacionalista egyházak
A kongregacionalista egyházak önértelmezésük szerint a helyi kongregációknak (gyülekezeteknek) autonómiát tulajdonító egyházak. Tanaik és istentiszteletük kálvini szellemű. 

## Történelem
Történelmi gyökereik az I. Erzsébet angol királynő alatti szeparatizmusra nyúlnak vissza, amely azt hangsúlyozta, hogy bármely község "összegyűlt egyháza" azokból áll, akik elkötelezik magukat Krisztus és egymás mellett.
1831-1832-ben a Kongregacionalista Unió megalapításával a közösségek szélesebb körű egységet alakítottak ki. 1966-ban az Unió Angol és Walesi Kongregacionalista Egyházra változtatta a nevét, majd 1972-ben csatlakozott az Angol Presbiteriánus Egyházhoz; így jött létre az Egyesült Református Egyház. Azok az egyházak, amelyek úgy gondolták, hogy az egyesülés veszélyezteti a kongregacionalista elveiket, az újonnan alakult Kongregacionalista Szövetséghez vagy az Egyesült Kongregacionalista Egyházak Közösségéhez csatlakoztak.

### Fordítás
- Ez a szócikk részben vagy egészben  a   Congregational church című angol Wikipédia-szócikk fordításán alapul.  Az eredeti cikk szerkesztőit annak laptörténete sorolja fel. Ez a jelzés csupán a megfogalmazás eredetét és a szerzői jogokat jelzi, nem szolgál a cikkben szereplő információk forrásmegjelöléseként.